# Sacalá (Izamal)
Sacalá es una hacienda y población del municipio de Izamal en el estado de Yucatán localizado en el sureste de México.

## Localización
Sacalá se encuentra a 5 kilómetros del centro de Izamal, camino a la población de Tepakan.

## Origen del nombre
El nombre (Sacalá) proviene del idioma maya.

## Infraestructura
Entre la infraestructura con la que cuenta:
Una Hacienda.
Disponía de un tranvía propio y vagones de transporte de henequen usando vías desmontables Decauville que salían desde la estación de trenes de Izamal tomaban la calle 19 después proseguian por la calle 19 a hasta el fondo luego doblaba a la derecha ingresando en la hacienda, pasando por la sala de máquinas donde se encontraba el tren de raspa del henequén, el casco de la hacienda y las vías seguían más allá internándose y desapareciendo en los planteles del agave.

## Importancia histórica
Tuvo su esplendor durante la época del auge henequenero y emitió fichas de hacienda las cuales por su diseño son de interés para los numismáticos.

## Demografía
Según el censo de 2010 realizado por el INEGI, la población de la localidad era de 3 habitantes.
| 79                          | 250 | 119 | 153 | 123 | 56 | 54 | 9 | 6 | ? | ? | ? | ? | 3 |
| (Fuente: INEGI [Consultar]) |     |     |     |     |    |    |   |   |   |   |   |   |   |